# 欣贝格 (奥地利)
欣贝格（德語：Himberg）是奥地利下奥地利州维也纳城郊县的一个市镇。总面积47.63平方公里，总人口5956人，人口密度125.0人/平方公里（2005年）。